# David Jenkins (patinador)
David Wilkinson Jenkins (Akron, 29 de junio de 1936) es un expatinador artístico sobre hielo estadounidense. Fue campeón olímpico en 1960, medallista de bronce olímpico en 1956, tres veces campeón mundial y cuatro veces campeón nacional de EE. UU.

## Biografía
Jenkins nació el 29 de junio de 1936 en Akron, Ohio. Es el hermano menor de Hayes Alan Jenkins, que también fue patinador artístico.
Estudió en la Escuela de Medicina de la Universidad Case Western Reserve durante su carrera deportiva. Tomó una excedencia durante el tiempo que participó en el espectáculo de patinaje sobre hielo Ice Follies.
Jenkins se graduó en 1963 e inmediatamente después sirvió dos años en la Fuerza Aérea de EE. UU. En junio de 1965 se casó con Barbara Ruth Boling y se instaló en Tulsa, donde empezó a ejercer como gastroenterólogo. Ni su mujer ni sus tres hijos patinan.

## Carrera deportiva
Jenkins ganó una medalla de plata en el Campeonato de Estados Unidos de 1954. Su primera medalla mundial, el bronce, llegó en el Campeonato Mundial de 1955. También recibió la medalla de bronce en los Juegos Olímpicos de Invierno de 1956, donde su hermano ganó el oro.
Los dos hermanos recibieron apoyo financiero del Hotel Broadmoor en Colorado Springs, Colorado, y de una fundación privada.
En 1957,  se convirtió en campeón nacional de EE. UU. y ganó el primero de sus tres títulos mundiales consecutivos. Realizó un axel triple en una exhibición de 1957, veintiún años antes de que alguien lograra completar este salto en una competición.
Después de obtener su cuarto título nacional consecutivo, ganó la medalla de oro en los Juegos Olímpicos de Invierno de 1960. Edi Scholdan fue su entrenador.
Tras los Juegos Olímpicos de 1960, renunció a competir en el Campeonato Mundial de Patinaje Artístico de 1960 y se unió al espectáculo profesional Ice Follies.

## Resultados deportivos
| Internacional                | Internacional | Internacional | Internacional | Internacional | Internacional | Internacional | Internacional |
| Evento                       | 1954          | 1955          | 1956          | 1957          | 1958          | 1959          | 1960          |
| ---------------------------- | ------------- | ------------- | ------------- | ------------- | ------------- | ------------- | ------------- |
| Juegos Olímpicos de Invierno |               |               | 3.º           |               |               |               | 1.º           |
| Campeonato Mundial           | 4.º           | 3.º           | 3.º           | 1.º           | 1.º           | 1.º           |               |
| Campeonato Norteamericano    |               | 2.º           |               | 1.º           |               |               |               |
| Nacional                     |               |               |               |               |               |               |               |
| Campeonato de Estados Unidos | 2.º           | 2.º           | 3.º           | 1.º           | 1.º           | 1.º           | 1.º           |